# Jean-Jacques Gosso
Jean-Jacques Gosso Gosso (* 15. März 1983 in Abidjan) ist ein ehemaliger ivorischer Fußballspieler.

## Karriere

### Verein
Jean-Jacques Gosso begann seine Karriere in der Jugendmannschaft von Stella Club Adjamé in der Elfenbeinküste. Im Jahr 2003 wechselte zu Wydad Casablanca, für dessen Mannschaft er in der höchsten marokkanischen Liga, der Groupement National de Football, auflief. Er spielte insgesamt vier Jahre für Casablanca und konnte im Jahr 2006 mit dem Verein den Gewinn der marokkanischen Meisterschaft feiern. Daraufhin verließ er den Rekordmeister und unterschrieb beim israelischen Verein FC Aschdod. Er lief in 44 Partien für Aschdod in der Ligat ha’Al auf und konnte dabei zwei Treffer verbuchen. Im Juli 2008 unterzeichnete der Mittelfeldakteur einen Vertrag für drei Jahre beim französischen Ligue 1-Verein AS Monaco. Bereits in seiner ersten Spielzeit in Monaco konnte er sich im defensiven Mittelfeld der Monegassen etablieren und absolvierte 31 Partien in der Ligue 1.
Zum Sommer 2011 wechselte er in die türkische Süper Lig zum Aufsteiger Orduspor. Nachdem er für Orduspor bis zum Mitte Oktober 2012 tätig wär, löste er nach gegenseitigem Einvernehmen seinen Vertrag auf und verließ diesen Verein.
Im Januar 2013 wurde sein Wechsel zum türkischen Erstligisten Mersin İdman Yurdu bekanntgegeben. Ohne ein Spiel für Mersin İY absolviert zu haben, trennte er sich bereits nach zwei Monaten nach gegenseitigem Einvernehmen von Mersin İY.
Ab Sommer 2013 spielt Gosso für die Dauer von zwei Spielzeiten für den türkischen Erstligisten Gençlerbirliği Ankara. Zur Saison 2015/16 wechselte er in die TFF 1. Lig zum Aufsteiger Göztepe Izmir. Mit diesem Verein erreichte er zum Saisonende 2016/17 den Play-off-Sieg der Liga und damit den Aufstieg in die Süper Lig. Anfang August 2017 löste er seinen noch eine Saison gültigen Vertrag nach gegenseitigem Einvernehmen mit der Klubführung auf.

### Nationalmannschaft
Gosso nahm mit der U-20 Nationalmannschaft der Elfenbeinküste an der Junioren-Fußballweltmeisterschaft 2003 teil. Der Mittelfeldspieler debütierte im Jahr 2008 für die ivorische Fußballnationalmannschaft. Während der Qualifikation zur WM 2010 absolvierte er zwei Partien für die Elfenbeinküste und konnte sich mit der Nationalmannschaft für die WM 2010 qualifizieren. Er wurde für die Fußball-Afrikameisterschaft 2010 in den Kader der ivorischen Nationalmannschaft berufen, jedoch bei keiner der vier Partien eingesetzt.

## Erfolge
Mit Göztepe Izmir
- Play-off-Sieger der TFF 1. Lig und Aufstieg in die Süper Lig: 2016/17